# Оперний словник Гроува
Оперний словник Ґроува (англ. The New Grove Dictionary of Opera) — англомовна оперна енциклопедія, найбільше з видань цієї тематики англійською мовою, що нараховує 5 448 сторінок у 4 томах.
Видано 1992 року в Лондоні. Участь у написанні брали близько 1300 авторів. Містить 11 тисяч статей, в тому числі про 2900 композиторів і 1800 опер. У додатку міститься показник оперних арій та ансамблів. Словник доступний онлайн разом з Музичним словником Ґроува.

## References
- William Salaman, "Review: The New Grove Dictionary of Opera", British Journal of Music Education (1999), 16: 97-110 Cambridge University Press
- John Simon, "Review: The New Grove Dictionary of Opera, 4 vols.", National Review, April 26, 1993
- Fairtile, Linda B. (Fall 2003). Reviewed work(s): The New Grove Dictionary of Music Online by Laura Macy. Journal of the American Musicological Society. 56 (3): 748—754. doi:10.1525/jams.2003.56.3.748. JSTOR 3128793.
- Zaslaw, Neal (1994). Review: The New Grove Dictionary of Opera. The Musical Quarterly. 78 (1): 149—158. doi:10.1093/mq/78.1.149.
- Charles Rosen, "Review: The New Grove Dictionary of Opera", The New York Review of Books, Volume 40, Number 8, April 22, 1993
- Bernard Holland, "Grove Opera Dictionary Can Make Experts Of Dilettante and Pro", The New York Times, January 2, 1993